# Ornement extérieur de l'écu
Pour les articles homonymes, voir Ornement.

Le heaume cimé, un des rares cas d'ornement extérieur au Moyen Âge.
Ici, les fleurs de lys des Valois dans l'armorial de Gelre (XIVe siècle).

En héraldique, les ornements extérieurs sont les éléments qui se situent autour de l'écu. Ils sont extrêmement rares dans l'héraldique médiévale et se limitent pratiquement aux heaumes et aux cimiers. Le XVe siècle voit apparaître timidement les premiers ornements extérieurs à proprement parler (colliers, diadèmes, quelques signes de dignités comme les épées des connétables…) ; ils ne se généralisent qu'au XVIIe siècle à la faveur de la complication progressive de l'héraldique moderne et de ses tentatives de codification.
L'écu peut être notamment surmonté d'une couronne ou d'un heaume, entouré de colliers des ordres auxquels appartient le titulaire des armes, maintenu par des figures, appelées tenants lorsqu'il s'agit d'êtres humains, supports quand il s'agit d'animaux et soutiens quand il s'agit d'objets inanimés. L'ensemble peut reposer sur une terrasse ou un socle.
Les armes sont souvent accompagnées de devises qui se placent en dessous de l'écu, tel le « Dieu et mon droit » des souverains britanniques, et/ou de cris de guerre qui se placent au-dessus de l'écu, tel le « Montjoie Saint Denis » des rois de France. Enfin, les armes peuvent être entourées d'une étoffe, appelée pavillon si elle monte au-dessus de l'écu et manteau si elle ne fait que l'entourer.
Ces ornements extérieurs ont souvent servi à indiquer le rang, les charges, les dignités, les fonctions des possédants. Ainsi en France, les grands officiers de la Couronne portent des soutiens spécifiques à leur charge, tels que les deux bâtons fleurdelisés des maréchaux. De même, les pavillons sont réservés aux souverains, et les manteaux, en France et au Royaume-Uni tout du moins, aux pairs. On a tenté également de hiérarchiser les couronnes et les hommes selon les degrés de la hiérarchie nobiliaire mais cela n'a eu de réelle importance qu'à l'époque contemporaine.

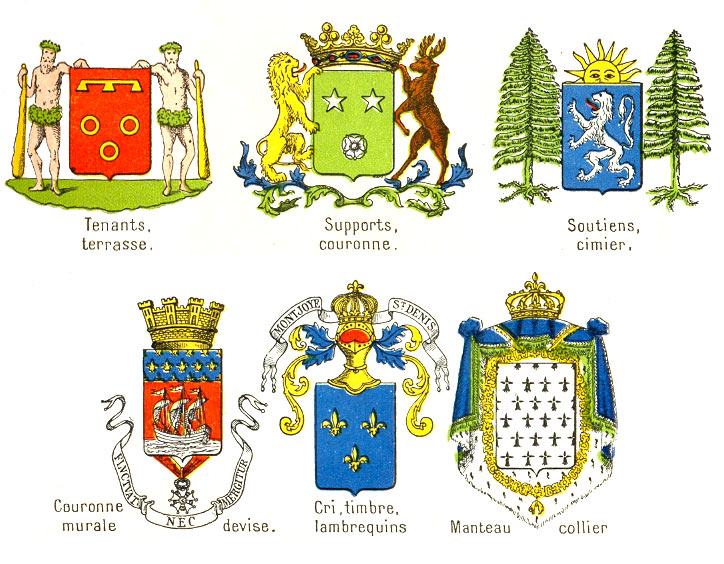
Les ornements extérieurs de l'écu d'après le Larousse (1922).

- Haut – A
- B
- C
- D
- E
- F
- G
- H
- I
- J
- K
- L
- M
- N
- O
- P
- Q
- R
- S
- T
- U
- V
- W
- X
- Y
- Z

## A

### Accolé
Les armes peuvent être accolées sur des insignes longilignes : bâton de maréchal, sceptre, main de justice, étendard, crosse d'abbé, croix de procession, bâton pastoral. S'emploie aussi pour des insignes ronds comme les colliers d'ordres.

### Anneau (circlet)
Dans le monde britannique, cela désigne la marque héraldique d'un ordre de chevalerie. Elle prend la forme d'un cercle évidé, chargé d'une devise et placé derrière l'écu. La couleur du cercle et la devise dépendent de l'ordre. On y suspend la représentation au naturel de la croix et du ruban de l'ordre. Cette figure s'inspire de la représentation de l'ordre de la Jarretière.
- Voir Ordres et décorations.

## B

### Banderole
Petite pièce d'étoffe fixée à une hampe. Ruban sur lequel figure une devise ou un cri de guerre. Synonyme de listel.

### Banneret
Se dit d'un vol, quand il est constitué non par des ailes, mais par des petites bannières.

### Bannière
Drapeau fixé à une hampe. La bannière peut aussi porter un écu en bannière, c’est-à-dire de forme carrée.
- Voir drapeau.

### Bourdon
Le bourdon descend, comme la crosse, du bâton de pèlerin. Le plus souvent il est d'argent ou de bois recouvert d'argent. En son sommet, il se termine par un bouton en forme de pomme, de fleur de lis ou d'une petite chapelle. Il sert à donner des signaux pendant l'office choral.
Le bourdon est la marque de certains dignitaires de chapitres n'ayant pas droit aux insignes pontificaux, comme les prieurs, primiciers, grands chantres ou pré-chantres.
C'est aussi le timbre des armes des prieurs et supérieurs locaux de certains ordres monastiques.

## C

### Cartouche
Cadre, ou volutes, entourant parfois l'écu, suivant la fantaisie de l'artiste.

### Casque

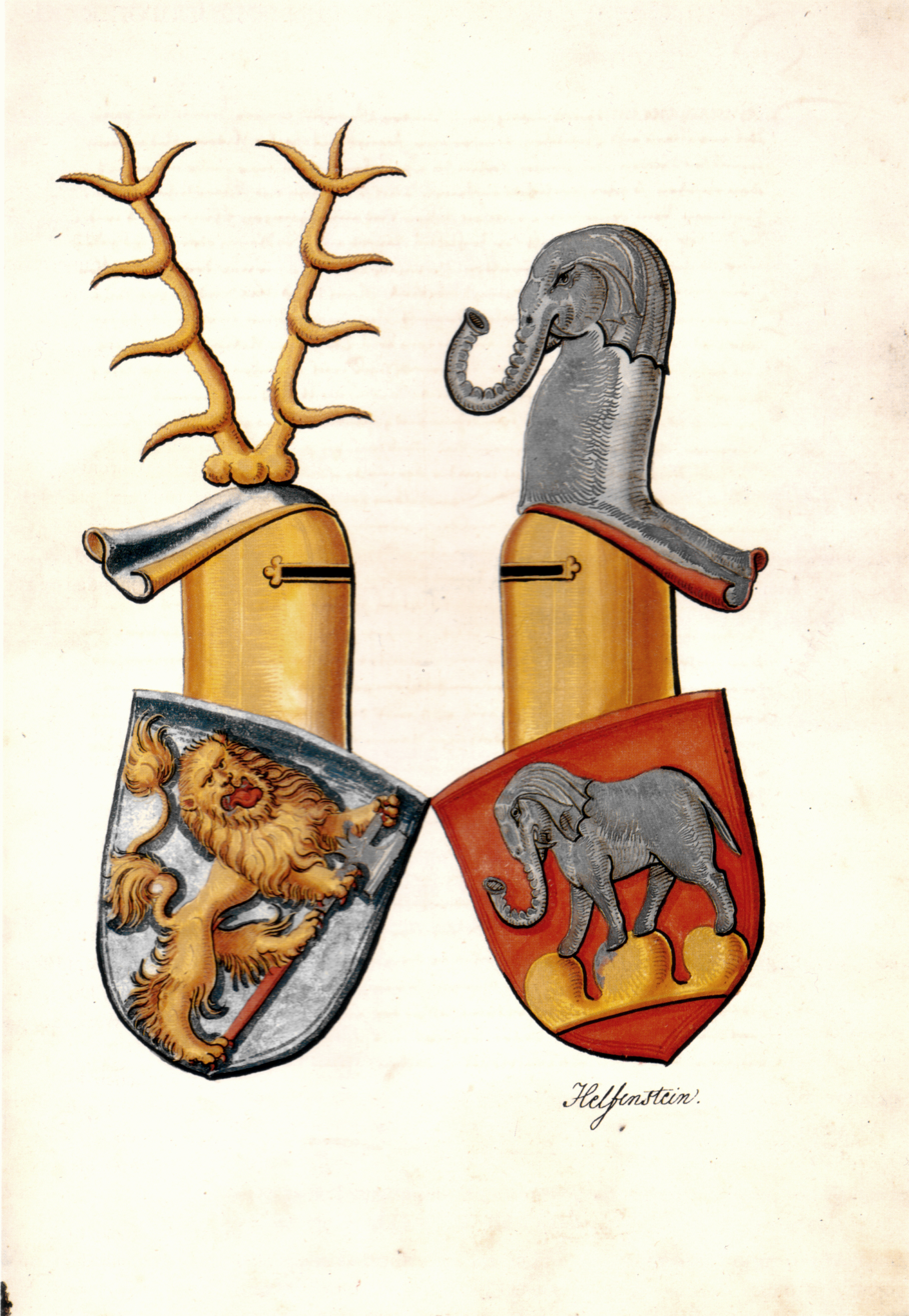
Heaumes avec cimier armorié.

La pièce héraldique figurant dans des armes est désignée par heaume. L'ornement extérieur est indifféremment désigné par casque ou par heaume.
Le casque est une coiffure qui fait partie des ornements extérieurs du blason. Le casque peut être surmonté d'une couronne, sommé d'un cimier et être orné de lambrequins.
Les casques sont tarés (c’est-à-dire orientés) de front, de trois quarts ou de profil, et leur ventail (grille) a plus ou moins de barreaux suivant le rang du possesseur.
Les héraldistes du XVIIe siècle tentèrent de normaliser le dessin du casque en fonction du titre (voir gentilhomme, baron…), mais la correspondance a toujours été assez théorique et peu scrupuleusement respectée.

### Chapeau
Coiffure faisant partie des ornements extérieurs, figurant un chapeau à large bord, généralement réservée aux ecclésiastiques. Il est accompagné d'une cordelière, dont la couleur et le nombre de nœuds (houppes, aussi appelés glands, ou fiocchi) reflète le rang de l'ecclésiastique.
- Voir cordelière

### Chapelet
Le rosaire, ou chapelet, est le signe héraldique des religieux. Les abbesses en timbrent leurs armes. Les chevaliers de l'ordre de Saint-Jean de Jérusalem entourent leur écu, posé sur la croix de Malte, d'un chapelet d'argent dont la croix reproduit celle de Malte.

### Cimier
Ornement qui forme la partie supérieure d'un casque. Figure posée sur du casque (timbre) qui surmonte l'écu des armoiries. Quand une figure des armes s'y prête, elle est fréquemment reprise par le cimier.
Le casque à sommet pointu peut être orné d'un panache. Le casque à sommet plat peut être décoré de manière plus élaborée, par des têtes et cols d'animaux (licorne), ou des bustes ou membres issants, des ailes (demi-vol ou vol), des cornes, des petites bannières…
Initialement, le cimier a une fonction militaire : il sert à grandir la silhouette de son porteur pour mieux impressionner son adversaire. Il devient ensuite un ornement de parade, destiné à frapper les imaginations des spectateurs avant l'entrée en tournoi, mais non à résister à l'épreuve. En tant que pièce militaire, le cimier a été abandonné après le XVIe siècle, mais a survécu comme élément décoratif des armoiries.

### Circlet
- Voir anneau.

### Clefs
Les clefs sont un timbre héraldique du Pontife romain, avec la tiare.
Les clefs désignent le pouvoir de lier et de délier accordé par le Christ à Pierre et à ses successeurs.
Posées en sautoir, l'une est d'or, l'autre d'argent. La clef d'or, qui va de dextre à sénestre, signifie le pouvoir qui s'étend au ciel ; la clef d'argent symbolise le pouvoir sur les fidèles de la terre. Elles sont unies par un cordon de gueules, en signe de l'union des deux pouvoirs. Les poignées sont en bas, car elles sont dans la main du pape ; les pannetons sont en haut, car le pouvoir de lier et de délier engage le Ciel. Les pannetons sont évidés en forme de croix pour rappeler que le pape reçoit ses pouvoirs par la mort du Christ.

### Collier
Fait partie des ornements extérieurs du blason. Le collier est représenté entourant le blason, la croix de l'ordre pendant vers le bas. Les colliers d'ordre représentent le ou les ordres dont est membre le titulaire des armoiries. Un écu est accolé du collier : d'azur plain accolé du collier de Saint Michel.

### Coiffure
Ornement extérieur qui surmonte l'écu, et peut prendre différentes formes : casque et son cimier, couronne, chapeau, toques (pour la noblesse du Premier empire), tiare (pour le pape).

### Cordelière
La cordelière est un cordon noueux entourant l'écu. Les cordelières se distinguent par leur émail et le nombre de houppes, ou glands, qui sont toujours un nombre triangulaire (un, trois, six, dix ou quinze). Les houppes sont répétées de chaque côté, et le nombre de houppes indiqué dans le blason peut se référer à ce nombre total.
C'est l'ornement extérieur de l'écu des ecclésiastiques.

### Cordon
C'est un des ornements extérieurs de l'écu des ecclésiastiques (avec le chapeau). Le cordon est en général représenté avec des entrelacs variés, généralement des nœuds en huit. Il se termine par des houppes dont le nombre correspond à la dignité du possesseur des armes.
- Voir cordelière.

### Croix processionnelle
Signe héraldique de l'ordre épiscopal. C'est l'unique signe que seuls les évêques ont le droit de porter.
Posée en pal derrière l'écu, elle est à une traverse pour les évêques et à double traverse pour les archevêques, les primats et les patriarches.
Les cardinaux qui n'ont pas reçu la consécration épiscopale ne s'en servent pas, sauf quand ils sont légats du pape.

### Crosse
Avec la mitre, la crosse est un des premiers insignes pontificaux que l'art héraldique ait adoptés comme marque de dignité. Symbole du Bon Pasteur, elle indique la juridiction.
Les abbés et tous les prélats inférieurs aux évêques accrochent à la crosse un voile (velum ou panisellus ou sudarium) partant du bouton, car originellement ils n'avaient pas l'usage des gants dans la liturgie pontificale. Ce voile servait à tenir la crosse pour éviter de la toucher avec des mains moites.
La crosse est le plus souvent représentée ouverte à dextre. En France, la crosse des évêques était depuis plusieurs siècles tournée vers l'extérieur de l'écu, alors que celle des abbés devrait être tournée vers le milieu, signifiant que leur juridiction ne s'exerce qu'à l'intérieur de leur monastère.
Son usage héraldique a été interdit sur les armes épiscopales par l'Instruction pontificale Ut sive sollicite du 31 mars 1969.

### Couronne

Couronnes héraldiques françaises.

La couronne présente différentes formes, faisant varier le nombre de fleurons, suivant la hiérarchie nobiliaire. Cependant, la codification des couronnes est restée artificielle et n'a jamais été strictement observée. Le meuble utilisé sur un blason est normalement bien plus stylisé.

### Couronne civique
La couronne civique évoquée par les rameaux de chêne et d'olivier rappelle la valeur civique. Le rameau de chêne symbolise la puissance et l'invincibilité, le rameau d'olivier renvoie quant à lui à l'immortalité.

### Couronne murale

Sur le blason de Vannes, l'écu est timbré d'une couronne murale formant cimer.

Couronne formée de tours et de murs, généralement utilisée pour signifier l'autonomie d'une ville libre, elle était un symbole qui couronnait les déesses grecques tutélaires des cités.
D'après Veyrin-Forrer, en France : « Cet usage ne paraît pas remonter plus haut que Napoléon, qui accorda ces couronnes aux villes de premier et de second ordre ». Les villes ne peuvent alors jouir du droit d'armoiries qu'après en avoir sollicité et obtenu concession par lettres patentes, les conseils municipaux votant la somme nécessaire pour acquitter ce droit.
Selon O. Neubecker, la couronne murale est devenue l'insigne héraldique des villes autonomes depuis le XVIIIe siècle.
La couronne murale, en France, comporte en principe un mur crénelé et trois tours, une tour centrale et deux autres aux extrémités du mur. Les tours peuvent être ouvertes. L'ensemble est généralement maçonné. La couleur peut être d'or ou d'argent. De sept tours pour les villes de premier ordre (les Bonnes villes du Premier Empire) et de cinq pour celles de second ordre, le nombre passe après l'Empire à cinq pour la capitale Paris, quatre pour les chefs-lieux de département et trois pour les autres communes. À noter que les armoiries de Marseille en comportent également cinq, nombre théoriquement réservé à Paris, et que celles du Havre comptent quatre tours, alors que le Havre n’est pas le chef-lieu de Seine-Maritime, le département dans lequel il se trouve. Elles peuvent être pavillonnées ou reproduire certaines défenses de châteaux locaux. On voit parfois des couronnes navales, voire aviales (ailes d'avion).

### Couronne navale
Couronne formée de poupes et de proues de navires, généralement utilisée pour signifier un grand port maritime.

### Courtine
Tentures latérales du pavillon.

### Cri
Cris de guerre, cris d'arme : Cri de ralliement figurant dans un listel au-dessus des armoiries (contrairement à la devise, placée en dessous). Le cri de guerre (slogan, en anglais) est une interjection destinée à rallier et encourager les membres du parti ou de la troupe au service du titulaire.

## D

### Devise
La devise est une sentence qui s'inscrit sur une bande de parchemin (listel). La disposition de la devise sur son listel n'est pas significative. D'une représentation à l'autre, elle peut entourer l'écu à la manière d'un collier, être suscrite ou souscrite… Dans un armorial, pour faciliter une représentation systématique, elle sera généralement souscrite.

### Doublé, doublure
Attribut associé à la doublure d'un lambrequin, d'une coiffe, d'un manteau…
- Voir ces mots.

### Drapeau

Drapeaux, armoiries du prince de Vergara.

Peut être une oriflamme, un pennon, une bannière ou un étendard, un gonfanon…

## E

### Écran
Cimier en forme d'éventail, souvent garni de plumes, boules, etc., aux couleurs de l'écu.

### Épée temporelle
Posée en pal derrière l'écu ou en sautoir avec la crosse, l'épée temporelle, d'argent, représentait la juridiction civile avant la sécularisation des principautés ecclésiastiques. Elle symbolisait le droit de l'épée ou du sang, la haute juridiction, accordée aux prélats dans leurs territoires par le souverain temporel.

### Étendard
- Voir drapeau.

## G

### Gonfanon
- Voir aussi drapeau.

Bannière de procession suspendue à une verge perpendiculaire à la hampe, à trois queues arrondies. La bordure du gonfanon ne comprend pas la partie du sommet qui touche la verge.
De l'ancien haut allemand guntfano, de gundja, « guerre », et fano, « drapeau » : étendard sous lequel se rangeaient les vassaux appelés par un suzerain. Le gonfanon fut une marque des églises patriarcales (celui de l'église romaine était de gueules à deux clefs d'argent passées en sautoir). Il devint l'étendard des seigneurs ecclésiastiques.
D’or au gonfanon de gueules, bordé de sinople, qui est d’Auvergne.
Un gonfanon de gueules à trois anneaux d’or sur champ d’argent est de Feldkirch (comté dans le Voralberg, Autriche).

## L

### Lambrequins
Du flamand lamper, « voile ». Longs rubans d'étoffe partant du heaume et entourant l'écu. Les lambrequins sont normalement aux couleurs des armoiries qu'ils encadrent. Leur dessin est un élément décoratif où peut s'exprimer pleinement le talent de l'artiste, depuis les versions simples du Moyen Âge jusqu'aux flots et entrelacs savants de la Renaissance. Les lambrequins représentent les coiffes de tissu fixées au casque, découpées en lanières et formant de longues retombées, que l'on portait sur les heaumes de joute et de tournois dès la fin du XIIIe siècle.
Au Royaume-Uni, le lambrequin du souverain est d'or doublé d'hermine, et ceux des pairs sont en général des couleurs du blason, sauf en Écosse, où ils sont de gueules doublé d'hermine.

## M

### Manteau
Ornement extérieur, formé d'une draperie de couleur généralement doublée d'hermine (de vair pour les ducs d'empire), retombant autour de l'écu. Il n'existe pas avant le XVIIe siècle. En France, sous l'Ancien Régime, le manteau est brodé aux armes du titulaire sur ses parties latérales.
En Angleterre, il reproduit les couleurs de l'écu. Le manteau est un attribut de souverain (il est alors surmonté d'un pavillon), de prince ou de duc. Il peut également désigner une charge de rang élevé. Sous la Restauration, le manteau d'azur des pairs de France est surmonté d'une toque à gland d'or prise dans une couronne.

### Mitre
La mitre est l’insigne des évêques et des abbés ou de certains chapitres privilégiés.
C’est une coiffure à deux pointes (qui apparaissent confondues dans les vues de face), et deux fanons ou bandes, qui retombent sur les épaules. Les deux pointes et les deux fanons signifient la science des deux Testaments que le pontife doit posséder.
Elle apparaît parfois sur le blason lui-même : d’azur à une mitre d’argent, accompagnée de trois fleurs de lys d’or, qui est de Saintonge, d'azur à une mitre d’or qui est de Tolède et d'argent à une mitre et une crosse d’or qui est d’Andorre (dont un des co-princes est évêque d’Urgel).
Son usage héraldique a été interdit sur les armes épiscopales par l'Instruction pontificale Ut sive sollicite du 31 mars 1969.

## O

### Ordres et décorations
En France, les ordres et décorations n'ont pas de représentation héraldique conventionnelle et peuvent être représentés au naturel comme ornement extérieurs. Les colliers d'ordres entourent l'écu, qui est alors décrit comme « … accolé du collier de l'ordre de… ». Les médailles des ordres civils et militaires au naturel peuvent de même entourer l'écu, lorsque le rang implique de les porter en écharpe, ou dans le cas contraire pendre à sa pointe : les décorations sont alors « appendues à la pointe de l'écu ».
L'héraldique britannique leur associe des anneaux (circlet) de couleur qui entourent l'écu, et auxquels on suspend la représentation au naturel de la décoration. Ils dérivent de la figuration héraldique de l'ordre de la Jarretière.
De nombreux ordres autorisent leurs membres à placer une représentation de la décoration (plaque ou croix, suivant les cas) derrière l'écu.
Du fait de son caractère religieux, l'ordre de Saint-Jean de Jérusalem est représenté dans les armoiries de ses membres par un chapelet auquel pend une croix de Malte.
- Voir aussi anneau, circlet, plaque.

### Oriflamme
- Voir drapeau.

## P

### Panache
Bouquet de plumes surmontant le casque. Le panache est aux couleurs du blason, les métaux étant représentés par du blanc. La touffe de plumes peut s'appeler plumail ou plumard.

### Pavillon
Drapé en dôme qui surmonte le manteau des souverains ou princes royaux.

#### Pallium
Ornement liturgique du pape puis des archevêques métropolitains et parfois même attaché à certains évêchés, le pallium est une bande circulaire de laine blanche ornée de croix noires.
Il timbre les armes des archevêques métropolitains, posés en général en pointe de l'écu, parfois le sommant.

Jean-Paul II

#### Pavillon
Appelé aussi ombrelle ou gonfalon, le pavillon pontifical est une sorte de parasol à demi ouvert, aux couleurs papales gueules et or.
- Voir pavillon pontifical.

Le pavillon est le timbre héraldique des basiliques.
Accompagné des clefs de saint Pierre, il est l'emblème de l'Église catholique romaine, notamment en son pouvoir temporel, du Collège des cardinaux, de la Chambre apostolique, des séminaires et instituts pontificaux, et aussi du Saint-Siège lorsque celui-ci est vacant (en représentant la tombe de Pierre, protégée par la basilique Saint-Pierre de Rome).
Pendant la vacance du Siège romain, le cardinal camerlingue en timbre ses armes.

### Pennon
- Voir drapeau.

### Plaque
Marque héraldique de plusieurs ordres de chevalerie. Elle consiste en une représentation de la décoration (plaque ou croix) de l'ordre, placée derrière l'écu. Dans l'ordre de Saint-Jean de Jérusalem, par exemple, on place une croix de Malte derrière l'écu, entre les pointes de laquelle on fait passer le chapelet de l'Ordre.

### Plumail
(Se dit aussi "Plumart")
Touffe de plumes d'oiseau sommant le heaume, mais moins important qu'un panache.

## S

### Sommé
L'écu est sommé d'un meuble (généralement une coiffure) placé au-dessus de lui. Se dit d'un écu surmonté d'un meuble comme ornement extérieur. Attribut d'un heaume surmonté d'une figure d'animal.

### Soutien(s)
Tenant figurant une plante, ou un objet inanimé. Fait partie des ornements extérieurs du blason.

### Support(s)
Tenant figurant un animal. Fait partie des ornements extérieurs du blason.

## T

### Taré
Manière dont un casque est orienté : de front, de trois quarts ou de profil.

### Tenant
Fait partie des ornements extérieurs du blason. L'écu est tenu par des tenants. Figures d'homme, d'animal réel ou chimérique, de plante ou d'autres objets, placées au flanc de l'écu et qui semble le supporter. Les tenants peuvent se tenir sur une terrasse.
En règle générale, on appelle tenant plus spécifiquement les figures humaines, même chimériques (sauvages, anges, sirènes…), et on parle plutôt de support pour les figures d'animaux (lions, licornes…) et de soutien pour les végétaux et objets inanimés (colonnes…).
L'origine du mot semble venir de l'usage qu'on avait, dans les tournois et joutes, de faire tenir les écus des chevaliers par des écuyers. Les armoiries des ecclésiastiques et des femmes ne comportent pas de tenants.
Le choix des tenants est libre. Cependant, certains ont été consacrés par l'usage (le lion et la licorne anglais, par exemple), d'autres sont des insignes de fonction.

### Terrasse
Sol figuré dans les ornements extérieurs, sur lesquels reposent les tenants : de gueules plain tenu par deux sauvages de carnation sur une terrasse de sinople.

### Tiare
La tiare est une coiffure extra-liturgique du pape, qui la portait à l'occasion des grandes solennités et surtout des cortèges. C'est une coiffure d'argent, en forme de cône ovoïde, entourée de trois couronnes d'or, de laquelle pendent deux fanons de gueules.
Anciennement, on l'appelait regnum comme la couronne des empereurs et des rois. Avec l'ajout de la deuxième couronne par Boniface VIII puis de la troisième par Benoît XI, elle a pris le nom de triregnum.

### Timbre
Le timbre désigne une coiffe utilisée en ornement extérieur de l'écu placé sur le sommet de celui-ci, et servant à désigner la qualité ou la fonction de la personne qui le porte : tiare, chapeau rouge, mortier, casque et heaume, couronne, casque. L'écu ainsi orné est dit timbré.
Le timbre n'a pas l'exclusivité de caractériser une qualité ou une fonction, mais le terme lui-même ne peut concerner qu'une coiffe (ainsi mitre et crosse épiscopale sont parfois abusivement qualifiées de timbres).

### Toque
Coiffure faisant partie des ornements extérieurs, utilisée par les pairs de France au-dessus de leur manteau. Coiffure reprise par la noblesse d'empire, avec un nombre variable de plumets indiquant rang et dignité du titulaire.

### Tortil

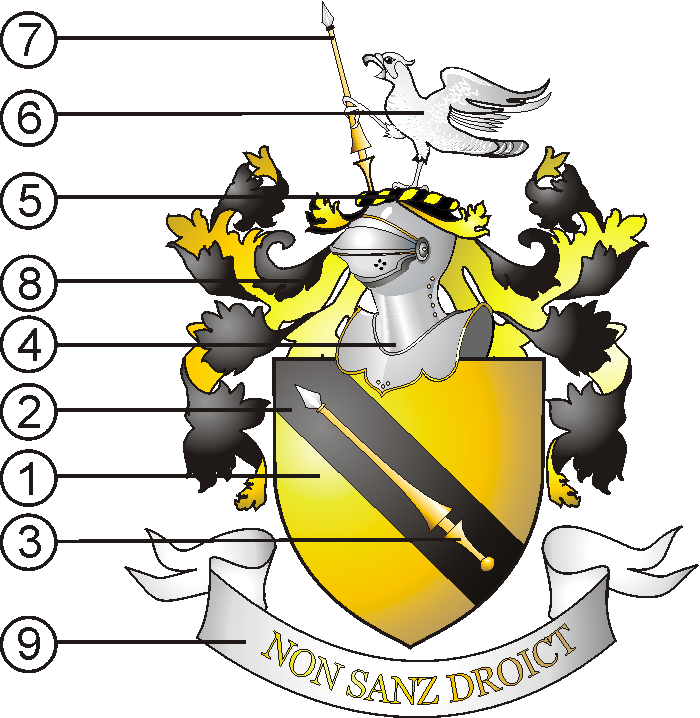
Blason avec heaume (4) avec lambrequins (8) surmonté d'un cimier (6) reposant sur un tortil (5).

Ornement parfois appelé torque consistant en une sorte de bourrelet torsadé, d'enroulements d'étoffes, aux couleurs des armes du chevalier, placé sur le heaume. Au Moyen Âge il était l'insigne héraldique des chevaliers.
Il désigne aussi un chapelet en forme de cercle d'or autour duquel est passé en spirale un collier de perles[pas clair].

## V

### Ventail
Grillage fermant le casque, dont le nombre de barreaux reflète le rang du possesseur.

### Vol
Un cimier (ou meuble) en forme d'ailes, souvent décorées.

### Sources
- « www.science-heraldique.com », Charges royales (consulté le 17 avril 2011) ;
- « www.science-heraldique.com », Manteaux et robes (consulté le 17 avril 2011) ;
- (ja) « homepage.mac.com » (consulté le 17 avril 2011) ;
- « www.heraldique-europeenne.org », Dignités d'Ancien Régime (consulté le 17 avril 2011) ;